# Войцехович, Василий Александрович
Василий Александрович Войцехович (1913—1987) — партизан Великой Отечественной войны, майор, Герой Советского Союза (1944).

## Биография
Василий Войцехович родился 5 января 1913 года в посёлке Краснокутск (ныне — Харьковская область Украины) в семье агронома. В 1927 году окончил сельскую школу, затем Богодуховский сельскохозяйственный техникум, после чего работал мелиоратором. В 1939 году добровольно пошёл на службу в Рабоче-крестьянскую Красную Армию. Участвовал в советско-финской войне. Окончил Сумское артиллерийское училище, служил в 117-м гаубичном артиллерийском полку 8-й стрелковой дивизии Западного особого военного округа. В феврале 1941 года Войцехович стал командиром взвода 262-го корпусного артиллерийского полка 1-го стрелкового корпуса. На этой должности встретил начало Великой Отечественной войны.
В июле 1941 года Войцехович стал командиром штабной батареи. В августе в бою под Могилёвом он получил ранение и попал в плен. В колонне пленных Войцехович был отправлен в Польшу, но по дороге бежал и сумел добраться до Путивльского района Сумской области. 12 февраля 1942 года он встретился в разведчиками партизанского отряда под командованием Сидора Ковпака и вступил в него, став помощником командира роты. С марта 1942 года Войцехович был помощником начальника штаба Путивльского партизанского отряда. 25 сентября 1943 года он стал начальником штаба соединения партизанских отрядов Сумской области, в январе 1944 года — начальником штаба 1-й Украинской партизанской дивизии.
Войцехович активно участвовал в разработке и проведении боевых операций соединения Ковпака. Принимал участие в Карпатском рейде, разрабатывал планы рейдов и операций на территории Западной Украины, Белорусской ССР и восточной Польши.
Указом Президиума Верховного Совета СССР от 7 августа 1944 года за «боевые подвиги в тылу врага и особые заслуги в деле развития партизанского движения на Украине» майор Василий Войцехович был удостоен высокого звания Героя Советского Союза с вручением ордена Ленина и медали «Золотая Звезда» за номером 4325.
После окончания войны майор Войцехович был уволен в запас. Был председателем исполкома Лебединского райсовета депутатов трудящихся, затем директором Яремчанского курортного управления. Полученные в годы войны ранения вынудили его выйти на пенсию по инвалидности до сентября 1947 года. Подлечившись, он работал в системе лесного хозяйства, был директором Велико-Березнянского лесхоза Закарпатской области, затем начальником Уральского территориального управления гослесополос, членом коллегии Министерства лесного хозяйства СССР, директором Мордовского государственного заповедника. В 1950 году Войцехович окончил Высшие лесные курсы по подготовке руководящих кадров Министерства лесного хозяйства.
Постановлением Госсовета ПНР от 17.01.1964 за номером 0/27 был удостоен Серебряного Креста ордена Virtuti Militari.
С 1966 года занимался литературной работой, был членом Союза писателей УССР. Проживал в Киеве, умер 21 апреля 1987 года, похоронен на Байковом кладбище.
Был награждён двумя орденами Ленина, орденом Красной Звезды, польским орденом «Виртути Милитари», а также рядом медалей. Бюст В. А. Войцеховича установлен в Спадщанском лесу.